# Electronica 2: The Heart of Noise
Az Electronica 2: The Heart of Noise (magyarul: A zaj szíve) Jean-Michel Jarre 2016. május 6-án megjelent tizennyolcadik stúdió albumának címe. A két epizódból álló album, (az első címe:Electronica 1: The Time Machine) második részében számos világhírű előadóval működik együtt, mint pl: a Pet Shop Boys, Gary Numan, Hans Zimmer, Edward Snowden, Yello, Jeff Mills, vagy Cyndi Lauper.
A The Heart of Noise projekt tisztelgés Luigi Russolo előtt, aki az 1913-as futurista kiáltványában (Art of Noise / A zajok művészete) felhívta a figyelmet arra, hogy az elektronika és más technológiák micsoda lehetőségeket rejtenek majd az eljövendő korok zenészei számára.
Jó ideje szerettem volna elmesélni egy történetet az elektronikus zene keletkezéséről, múltjáról és az örökségéről az én szemszögemből, felhasználva hozzá a saját tapasztalataimat, egészen a pályám kezdetétől napjainkig. Ezzel az elképzeléssel álltam neki az alkotásnak, és ehhez segítségül hívtam olyan előadókat, akik közvetve vagy közvetlenül sokat tettek a műfajért, és akiknek a munkásságából sok inspirációt merítettem az elmúlt négy évtizedben, és akiknek a stílusa pár hangból könnyedén felismerhető.

## Az album dalai
| 1.    | The Heart of Noise, Pt. 1 (with Rone)                | Jarre | 4:26 |
| 2.    | The Heart of Noise, Pt. 2                            | Jarre | 4:10 |
| 3.    | Brick England (with Pet Shop Boys)                   | Jarre | 4:01 |
| 4.    | These Creatures (with Julia Holter)                  | Jarre | 3:40 |
| 5.    | As One (with Primal Scream)                          | Jarre | 3:58 |
| 6.    | Here For You (with Gary Numan)                       | Jarre | 3:59 |
| 7.    | Electrees (with Hans Zimmer)                         | Jarre | 4:10 |
| 8.    | Exit (with Edward Snowden)                           | Jarre | 6:19 |
| 9.    | What You Want (with Peaches)                         | Jarre | 3:27 |
| 10.   | Gisele (with Sebastien Tellier)                      | Jarre | 3:43 |
| 11.   | Switch on Leon (with The Orb)                        | Jarre | 4:43 |
| 12.   | Circus (with Siriusmo)                               | Jarre | 3:09 |
| 13.   | Why This, Why That and Why (with Yello)              | Jarre | 3:58 |
| 14.   | The Architect (with Jeff Mills)                      | Jarre | 4:43 |
| 15.   | Swipe to the Right (with Cyndi Lauper)               | Jarre | 4:54 |
| 16.   | Walking the Mile (with Christophe)                   | Jarre | 4:52 |
| 17.   | Falling Down                                         | Jarre | 3:23 |
| 18.   | The Heart of Noise (The Origin)                      | Jarre | 2:39 |
| 19.   | Continuous Mix (with Christophe)                     | Jarre | 1:14 |
| 20.   | Conquistador (JMJ Rmx) (with Gesaffelstein)          | Jarre | 3:51 |
| 21.   | Stardust (Rising Star Remix) (with Armin van Buuren) | Jarre | 5:44 |
| 71:14 |                                                      |       |      |